# Epiblema fiorii
Epiblema fiorii es una especie de polilla del género Epiblema, familia Tortricidae.
Fue descrita científicamente por Turati, in Turati & Zanon en 1922.

## Distribución
Se encuentra en Libia.